# Stepan Wołyneć
Stepan Wołyneć (ur. 22 stycznia 1895 we Lwowie, zm. 10 kwietnia 1965) – ukraiński działacz społeczny w Galicji, dziennikarz, poseł na Sejm II kadencji.
W 1914 ukończył gimnazjum w Brzeżanach, i po wybuchu I wojny światowej wstąpił do Legionu Ukraińskich Strzelców Siczowych. Po rozpoczęciu wojny polsko-ukraińskiej walczył w Ukraińskiej Armii Halickiej, następnie był żołnierzem Czerwonej Ukraińskiej Armii Halickiej, i w 1920 ukończył Szkołę Czerwonych Podoficerów w Kijowie. W 1922 powrócił do Galicji, i rozpoczął studia filozoficzne na Tajnym Uniwersytecie Ukraińskim we Lwowie. Po jego likwidacji, studia ukończył na Uniwersytecie Wiedeńskim.
Działacz Sel-Robu, później Sel-Robu Prawicy (z ramienia którego został wybrany do Sejmu), w końcu Frontu Jedności Narodowej. Redaktor organu FJN „Batkiwszczyna” oraz gazety „Ukrainśki Wisti”, współpracownik „Peremohy”. W latach 1937–1939 członek Komitetu Kontaktowego.
W czasie wojny kierował Instytutem Ludowej Oświaty (INO) przy Ukraińskim Komitecie Centralnym, później został referentem propagandy Zarządu Wojskowego przy 14 Dywizji Grenadierów SS „Galizien”.
Po wojnie przebywał w Niemczech, gdzie w Blombergu redagował gazetę „Ukrainśke Słowo”, następnie w 1949 wyemigrował do Kanady.